# Xanca ondulada
La xanca ondulada (Grallaria squamigera) és una espècie d'ocell de la família dels gral·làrids (Grallariidae).
Habita el terra de la selva pluvial, localment als Andes, des de Colòmbia i oest de Veneçuela, cap al sud, a través de l'Equador i el Perú fins l'oest de Bolívia.